# 浅間 (コルベット)
浅間（あさま）は、日本海軍の軍艦。
3檣バーク型のコルベット。
艦名は群馬県と長野県境にある「浅間山」にちなんで名づけられた。

## 艦歴
1868年にフランスで竣工した。
建造年は文献によって「1865年フランスで建造」、
「1869年フランスハリスで建造」、
「1869年進水」
など違いがある。
元はペルー船で艦名「イングランド」であったとも言われている。
『帝国海軍機関史』によると明治元年(1868年頃)に元ペルー人の乗組で横浜港に来港、開拓使が買い入れ北海丸と命名された。

### 1874年
1874年(明治7年)
4月14日、開拓使所属の北海丸は海軍省所属となった。
『聯合艦隊軍艦銘銘伝』によると、7月26日に日本海軍籍に編入された。
7月26日、北海丸は提督府の管轄になり、
7月29日に船番号は第19番、
8月23日に艦位三等に決められた。
10月20日、浅間と改名した
1887年(明治20年)までの正式名は浅間艦であるが、ここでは浅間で統一する。
浅間は3等艦とされた。
1874年10月28日、浅間は艦隊に編入された。
11月は25日落成の予定で石川主船寮で修理を行った。
11月31日に浅間は横須賀から品海へ回航した。

### 1875年
1875年(明治8年)
1月24日、浅間は艦隊から外れ、
練習艦と定められ提督府所轄となった。
同年、樺太・千島交換条約調印により、樺太引渡しに際して、大泊に儀礼艦として派遣された。
5月4日に浅間は北海道回航とされ、6月3日品川を出港、
10月14日に品川に帰港した。
10月28日、日本周辺を東部と西部に分け、東部指揮官には中牟田倉之助少将、西部指揮官には伊東祐麿少将を任命、
浅間は西部指揮官所轄となった。

### 1876年
1876年(明治9年)
5月8日、浅間は常備艦となった。
朝鮮への外務大丞宮本小一理事官出張のため、
7月3日に浅間は江華湾回航を命じられ、
同日横浜港を出港、
7月15日釜山浦に到着、21日厳原に回航し、22日江華湾へ向けて出港した。
浅間は7月25日に江華湾着、8月29日同地を立ち31日長崎港に到着した。
長崎は9月7日発、
9月20日(午前6時4分)、横浜港に帰港した。

#### 萩の乱
山口での暴動のため、10月30日(または10月29日)に浅間は横浜港を出港した。
この時艦長の緒方惟勝少佐が謹慎(閉門)中だったため、日進艦長の伊東祐亨中佐が浅間艦長となり出港した。
11月22日、下関から横浜港に帰港した。
浅間の船体は航海に不安が出る状況だったため、11月24日に停泊練習艦にするよう申し出があった。このため
12月5日、浅間は練習艦に指定、
以降は、主に砲術、航海練習艦として使用された。

### 1877年 - 1881年

#### 西南戦争
1877年(明治10年)に西南戦争が起こった。
2月19日、東、日進、浅間の3隻に神戸回航が命令され、
練習艦の富士山、浅間、雷電の3隻は当分常備艦相当として、警備に当たることになった。
浅間は2月26日午後6時に横浜港を出港、
2月28日に横須賀港を出港した。
6月23日臼杵湾から佐伯湾に回航、24日同地を出港したが天候不順のため猪串に避泊した。
6月27日午後2時20分に猪串を出港し細島に回航した。
同日6時頃に細島に到着したが、陸上には敵がいたためそのまま出港、内之浦へ向かった。
しかし濃霧のために6月28日午前3時20分頃(または3時25分)に外浦沖の大島南方で暗礁に乗り上げて
艦底を損傷した。
陸には敵兵がいたために大島に哨兵を派遣し、
報告のために搭載艇1隻を佐伯湾に碇泊する日進へ向かわせた。
満潮になった午後8時頃離礁、11時頃出港して佐賀関を目指した。
浸水が続いたために全員で常に排水を行い、同29日午後9時に佐賀関まで戻って浅州に乗り上げた。
干潮になるにつれ左舷に傾いたため重量物を陸揚げし、ヤードなどで傾斜を防いだ。
9月27日戦闘行動終了、
11月9日横須賀港に帰港した。

#### 修理
11月9日(または11月12日)より横須賀造船所で修理に従事、1878年(明治11年)中は修理を行った。
1878年(明治11年)
2月7日、東海鎮守府所轄の浅間は測量船に指定され、
2月28日、練習艦に変更された。
なお『海軍省報告書』によると2月7日に練習艦とされた。
4月18日、浅間は修復艦に指定された。
浅間の修理は1881年(明治14年)7月20日に完了した。

#### 航海練習艦
1881年(明治14年)7月23日、造船所所轄修復艦だった浅間は東海鎮守府所轄の航海練習艦に指定された。

### 1882年-1883年
修理
1882年(明治15年)
12月18日から横須賀造船所で修理を開始した。
12月26日浅間は砲術訓練専門の練習艦となり、マストの桁の全てを撤去した。
1883年(明治16年)2月16日に修理は完了した。

### 以後
1891年(明治24年)3月3日除籍。
船体を1892年(明治25年)6月から横須賀水雷隊の練習に供していたが、
1896年(明治29年)12月に売却された。

## 艦長
北海丸船長
- 緒方惟勝 少佐:1874年7月24日[14] -

浅間艦長
※『日本海軍史』第9巻・第10巻の「将官履歴」及び『官報』に基づく。
- 緒方惟方(惟勝) 少佐:1874年11月31日時[20]、1876年9月1日時[26]
- 松村正命 少佐：1879年8月19日 - 1880年6月14日
- 井上良馨 中佐：1880年6月14日 - 1882年8月20日
- （兼）井上良馨 大佐：1882年10月23日 - 1883年1月11日
- （心得）吉島辰寧 少佐：1885年4月23日 - 1886年4月12日
- 吉島辰寧 中佐：1886年4月12日 - 11月22日
- 東郷平八郎 大佐：1886年11月22日 - 1889年7月1日
- 杉盛道 大佐：1889年7月1日 - 1889年7月2日
- 東郷平八郎 大佐：1889年7月2日 - 1890年5月13日